# Petra (mascota)
Petra va ser la mascota oficial dels Jocs Paralímpics de Barcelona 1992. Va ser creada l'any 1990 pel dissenyador valencià Xavier Mariscal, creador també de Cobi, la mascota dels Jocs Olímpics de Barcelona 1992.

## Història
El mateix Xavier Mariscal va pensar en un primer disseny de Petra com a candidata per a ser la mascota dels Jocs Olímpics tot i que finalment ell mateix va desestimar aquesta opció, igual que va desestimar altres opcions com una gamba riallera i una altra mascota anomenada Palmerito. Ara bé, a mesura que va anar prenent unes formes corporals més definides així com a volum, es va fer apta per a representar els Jocs Paralímpics. Precisament és un dels seus caràcters gràfics més evidents que la van fer apte per ser la mascota dels Jocs Paralímpics i és que Petra no té braços. Aquest fet fa que el disseny sigui sensibilitzador, ja que evidencia la capacitat de superació, a part de ser una notable solució estètica. Segons indica el seu autor, vol representar la voluntat, l'esforç i la companyonia que es relaciona amb l'esport paralímpic, la qual cosa li confereix un marcat caràcter reivindicatiu.

## Petra als Jocs Paralímpics de Barcelona 92
A la cerimònia d'inauguració, Petra va formar part de l'espectacle apareixent damunt una moto (una Montesa Cota 311) amb el motorista de trial Gabino Renales, que la va anar a buscar darrere el rellotge que hi ha damunt la porta de Marató de l'Estadi Olímpic. A continuació el motorista, acompanyat de la mascota, va dur a terme un descens fins al nivell de terra, van donar una volta a l'estadi i, finalment, Petra va quedar a l'escenari, lloc on va començar un espectacle amb cavallets en el qual Petra va restar una estona.
Pel que fa a la cerimònia de clausura, Petra va aparéixer damunt la moto del Màgic Andreu. A continuació, aquest va reslitzar un joc d'il·lusionisme i la va fer desaparéixer, fent-la reaparéixer a l'altre costat de l'Estadi.

## Disseny
La Petra en la seva versió original és una noia sense braços, amb una samarreta blava amb el coll blanc i una faldilla roja amb el logotip dels Jocs Paralímpics a la banda esquerra. Duu sabates blanques amb el que semblen mitjons blaus. Al cap té dues ratlles negres curtes que representen els ulls i tres ratlles negres llargues que representen el serrell. A la part baixa de la cara hi té els llavis, formats per una línia corba amb un petit cor negre al mig. Del cap hi sobresurten dos cabells, un a cada banda. El cabell de la dreta porta un complement, i a partir d'aquest, el cabell es ramifica en tres cabells. Aquesta part del cabell sembla una mà, i en alguns dissenys s'utilitza com a tal.
El seu disseny segueix un codi avantguardista similar al de Cobi, la qual cosa permet identificar els Jocs Paralímpics, representats per la Petra, amb els Jocs Olímpics, representats per Cobi.

### Petresesportives
Les 17 variacions de la mascota paralímpica sobresurten pel rigor i l'originalitat del treball realitzat, que es caracteritza per solucions enginyoses i atrevides respecte a les limitacions de la mascota, als esports especialment: el fet de portar la torxa sobre el cap o una bandera ajustada al cinturó en són exemples. Tot i així, a causa de la dificultat en alguns dissenys per tal de mostrar l'expressivitat de la mascota en determinats esports, en alguns dissenys s'observa a la Petra utilitzant el floc de cabell de la banda dreta del cap com a mà.